# اون‌گوفارو
اون‌گوفارو (به لاتین: Ungoofaaru) یک منطقهٔ مسکونی در مالدیو است. اون‌گوفارو ۱٬۵۷۵ نفر جمعیت دارد.